# Fondazione Università di Versailles Saint Quentin en Yvelines
La Fondazione Università di Versailles Saint Quentin en Yvelines (in francese Fondation Université de Versailles-Saint-Quentin-en-Yvelines) è un organo amministrativo indipendente che è stato istituito dal UVSQ in uno sforzo per stimolare e promuovere lo sviluppo della filantropia.

## Storia
Dopo la creazione della Fondazione per il 2011, la consegna delle prime borse di studio per sostenere esperienza internazionale si svolge nel 2014. Tra l'ottobre 2014 e il giugno 2015 si è tenuta la prima campagna di raccolta per la biblioteca universitaria. A iniziative fondo di solidarietà avviate nel novembre 2015 seguita dalla Versailles Scienze Lab del mese successivo. Il 2016 ha visto la presentazione del giovane talento primo premio.

## Presidenti
- Jean-Luc Vayssière : 2011 - 2015
- Yves Fouchet : 2015 - present